# Oklahoma Crude
Oklahoma Crude ist ein im Herbst 1972 entstandenes, US-amerikanisches Spielfilmdrama von Stanley Kramer mit George C. Scott und Faye Dunaway in den Hauptrollen.

## Handlung
Oklahoma, im Sommer 1913. Außerhalb der kleinen Stadt Almira kämpft Lena Doyle mit Hilfe ihres indianischen Angestellten Jimmy darum, ihren abgelegenen „Wild Cat“-Ölbohrturm zu warten. Als ihr Vater Cleon Doyle eines Tages auftaucht und ihr seine Hilfe anbietet, lehnt sie entschieden ab – zu lange hatte sich der Vater nicht um seine Tochter gekümmert. Cleon bietet einer Gruppe von Landstreichern eine Anstellung an, um Lenas Bohrturm zu bewachen, aber die Männer spotten darüber, dass die Underdogs gegen den Multi und größten Arbeitgeber in der Branche, Pan Oklahoma Oil & Gas, bekannt als Pan Okie, aufbegehren. Pan Okie hat bereits zahlreiche Angebote für Lenas Bohrturm gemacht und wurde von der tapferen Einzelkämpferin stets zurückgewiesen. Lediglich der alte, knorrige Noble „Mase“ Mason nimmt Cleons Vorschlag an. Lena beschießt die beiden Männer erst einmal bei deren Ankunft am Bohrturm, nicht wissend, dass diese Hilfe anbieten. Lena lehnt Mase zunächst ab, aber als er sich widerwillig bereit erklärt, zusätzlich zur Bewachung des Bohrturms „leichte Hausarbeit“ zu erledigen, darf er bleiben. Ihren Vater Cleon weist sie jedoch vom Gelände. Der Beginn dieser Arbeitsbeziehung zwischen Lena und Mase ist stets von Hakeleien zwischen den beiden bestimmt, zu sehr war es Lena bislang gewohnt, alles allein zu machen und niemandem zu vertrauen. Ein heftiger Regenguss verschlimmert die Lage auf dem Ölgelände. Als dann auch noch eine Gruppe von Männern unter der Führung des ehemaligen Armeekapitäns Walter C. Hellman eintrifft, scheint echte Gefahr im Verzug. Nachdem die Fremden Lenas rechte Hand Jimmy bewusstlos geschlagen haben, zerren sie Lena aus ihrem Bett. Ihre Schreie wecken Mase, der auf Hellman zu schießen versucht, doch dessen Revolver versagt. Hellman informiert Lena, dass er Pan Okie vertritt und nunmehr massiven Druck auf sie ausübt.
Lena beharrt darauf, sich nicht beugen zu wollen und dass sie kein Interesse am Verkauf hat. Auch Hellman Versuch, sie damit zu ködern, Lenas Bohrturm unterzuvermieten und ihr einen kleinen Prozentsatz am Gewinn auszuzahlen, falls Öl gefunden wird, verfängt nicht. Pan Okies Manns fürs Grobe Hellman befiehlt daraufhin seinen Männern, den loyal zu Lena stehenden Jimmy heftig zu schlagen. Mase sieht ängstlich zu, nähert sich Hellman und fordert 200 Dollar, wenn Hellman wolle, dass er Lena im Stich lasse. Voller Verachtung für Mases Judaslohn-Forderung, befiehlt Hellman daraufhin seinen Männern, auch Mase zu verprügeln. Auch Lena muss einiges einstecken und verliert vorübergehend das Bewusstsein. Am nächsten Tag bringt Cleon die noch immer bewusstlose Lena und Mase zum Haus eines Farmers und pflegt dort seine Tochter wieder gesund. Mase erholt sich von gebrochenen Rippen und sagt Cleon, dass er genug habe und gehen werde. Auf eine ihm noch zustehende Bezahlung verzichtet das alternde Raubein. Als Lena vollständig genesen ist und erfährt, dass Jimmy infolge von Hellmans Prügelattacke gestorben ist, gehen sie und Cleon nach Almira, um Anwalt W. H. Atkins zu treffen und eine einstweilige Verfügung gegen Pan Okie, die sich zwischenzeitlich ihres Ölbohrgeländes bemächtigt haben, aufzusetzen. Atkins teilt Lena mit, dass sie als Einzelperson keine echte Chance im juristischen Kampf gegen den mächtigen Ölkonzern habe, zumal dieser Einfluss auf die hiesige Richterschaft besäße. Er lehnt den Job ab, schlägt jedoch vor, dass Lena bewaffnete Männer zu ihrem und ihres Bohrturms Schutz einstellen sollte, falls die Pan Okie-Schläger zurückkämen. Mase hat einen Aushilfsjob beim Straßenbau in der Stadt angenommen und wird Zeuge des Wortwechsels zwischen Atkins und Lena. Später trifft Mase auf Lena und weist darauf hin, dass sie in ihrem Kampf unbedingt Hilfe brauche. Mase sagt, dass er einst während des Spanisch-Amerikanischen Kriegs (1898) in Kuba gekämpft habe und etwas von militärischen Taktiken versteht, und bietet an, seinen Wachjob für fünfundzwanzig Prozent von Lenas Bohrloch wieder aufzunehmen. Lena bietet ihm lediglich zwei Prozent, worauf Mase sie verlässt. Bald darauf „erobern“ die drei jedoch mit Waffengewalt Lena Doyles Ölbohrgelände wieder zurück.
Einige Tage später fährt der alte Cleon Doyle mit seinem Auto zum Bohrturm und gibt vor, Hellmans bewaffnete Wache zu beliefern, während Mase und Lena die unbewachte, steile Seite des Hügels hinter dem Bohrloch hinaufschleichen. Als eine Wache Cleon anbietet, ihm beim Ausladen des Wagens zu helfen, und mehrere Kisten mit Sprengstoff und Waffen findet, erschießt Cleon ihn. Es kommt zu einem Kampf, bei dem Lena, Cleon und Mase Granaten und Schrotflinten einsetzen, um Hellmans überrumpelte Männer vom Bohrturm zu vertreiben. Lena nimmt die Bohrungen sofort wieder auf, aber am nächsten Tag kehrt Hellman mit dem Vertreter von Pan Okie, Henry H. Wilcox, dem Sohn des Firmenchefs, und einer größeren Gruppe bewaffneter Männer zurück. Unter einer weißen Flagge nähern sich Hellman und Wilcox dem Bohrturm, wo Hellman ankündigt, dass sie den Bohrturm belagern werden, es sei denn, Lena unterschreibt einen Übereignungsvertrag. Als Lena erneut ablehnt, kehren Hellman und Wilcox den Hügel hinunter zurück und errichten unten eine Zeltstadt. Wilcox besteht jedoch darauf, dass auf Befehl seines Vaters keine weitere Gewalt gegen die Doyles angewendet wird. Später bringt Mase Lena die neueste Gesteinsprobe aus dem Bohrer. Lena riecht daran und erklärt, dass sie kurz davor sind, Öl zu finden. Als Cleon nicht in der Lage ist, Hellmans Blockadelinie zu durchbrechen, um frische Vorräte zu besorgen, schleicht sich Mase eines Abends heimlich in Hellmans Lager und stiehlt Vorräte, indem er vorgibt, ein Pan Okie-Arbeiter zu sein. Dankbar bietet Lena an, Mase in Zukunft zu bezahlen, aber er bittet lediglich um einen Kuss und ihre Bestätigung, dass er anständig ist. Am nächsten Abend verursacht ein Funke auf dem Bohrturm ein kurzes Feuer, das das Bohrkabel zerreißt.
Hellman glaubt, dass Lena nun endgültig aufgeben werden müsse und befiehlt daraufhin seinen Scharfschützen, auf Lenas Bohrtum zu schießen, um die Doyles an Reparaturen zu hindern. Am nächsten Tag klettert Cleon trotz Lenas Einwänden mühsam auf die Spitze des Bohrturms, um das Kabel neu anzubinden. Bei seinem Abstieg fällt jedoch der Alte einem Anschlag von Hellmans Scharfschützen zum Opfer und stirbt. Machtlos müssen Lena und Mase dies mit ansehen. Nachdem sie ihren Vater beerdigt hat, wendet sich die Lena an Mase, um Trost zu finden. Am nächsten Tag arbeitet das Paar daran, den Motor des Bohrturms neu zu starten und zu warten. Lena informiert den erschöpften Mase, dass er die geforderten 25 Prozent haben kann, und sagt ihm später, dass er gehen kann, wann immer er wolle. Am nächsten Morgen werden Lena, Mase und die Hellman-Leute von einem tiefen Grollen geweckt, und nach einigen Minuten sprudelt Öl aus Lenas Bohrturm. Als Hellman und Mitglieder kleinerer Ölfirmen zu Lena eilen, um ihr eine Flut von Angeboten zu machen, bricht der sprudelnde Ölfluss abrupt auf. Hellman nennt die Quelle abschätzig einen Reinfall und verlässt mit seinen Leuten das Anwesen. Mase packt seine wenigen Habseligkeiten und sagt, er wolle nach Mexiko gehen. Unerschrocken erklärt Lena, dass sie möglicherweise beabsichtigt, noch einmal – vielleicht in Mexiko – neu anzufangen, und als Mase sich desillusioniert umdreht und weggehen will, hält er inne, als sie ihn zärtlich bei seinem wirklichen Vornamen, „Noble“, nennt.

## Produktionsnotizen
Gedreht zwischen dem 18. September und Anfang Dezember 1972 im kalifornischen Stockton, wurde der Film erstmals am 14. Juni 1973 in Tulsa (Oklahoma) gezeigt. Die deutsche Premiere war am 12. Oktober 1973. Im Fernsehen lief der Film unter dem Titel Ölrausch in Oklahoma.
Ivan Volkman übernahm die Produktionsleitung. Al Sweeney gestaltete die Filmbauten, Morris Hoffman war Ausstatter, Bill Thomas entwarf die Kostüme. Albert Whitlock gestaltete die optischen Spezialeffekte.

## Synchronisation
| Rolle              | Darsteller      | Synchronsprecher    |
| ------------------ | --------------- | ------------------- |
| Noble „Mase“ Mason | George C. Scott | Arnold Marquis      |
| Lena Doyle         | Faye Dunaway    | Rose-Marie Kirstein |
| Cleon Doyle        | John Mills      | Leo Bardischewski   |
| Walter C. Hellman  | Jack Palance    | Herbert Weicker     |
| Marion             | William Lucking | Hartmut Neugebauer  |
| Koch               | Billy Varga     | Norbert Gastell     |

## Kritiken
In der New York Times meine Vincent Canby: „Oklahoma Crude“ ist Stanley Kramer, der Regisseur und Produzent, der … tatsächlich sein Bestes tut, um uns mit der Art von Fiktion zu unterhalten, die Edna Ferber mit einer so leichten Hand zu schreiben pflegte (…) Die Variationen, die „Oklahoma Crude“ nach der bekannten Formel abarbeitet, sind größtenteils das Werk von Scott. Es ist eine im Großen und Ganzen komische Darbietung, die mit vielen Doppelaufnahmen, Protesten verletzter Würde und Entsetzensäußerungen beim Gedanken an Gewalt beginnt ... Die Darbietungen von Miss Dunaway, Mills und Jack Palance, der den Hauptschurken der Ölgesellschaft spielt, sind konventioneller, aber unter normalen Umständen immer noch ziemlich elegant. (…) „Oklahoma Crude“ kommt im Vergleich zu anderen, neueren Filmen einem erfrischenden, mittelgroßen und prügelnden Abenteuerfilm sehr nahe.”
Roger Ebert schrieb in der Chicago Sun-Times: „Wir haben diese Beziehung viele Male in Filmen gesehen, am denkwürdigsten in African Queen. Der versteckte Subtext ist immer derselbe: Schöne Frau und unkultivierter Mann finden sich in einem bunten Unternehmen zusammengewürfelt wieder. Sie haben nichts gemeinsam außer dem Unternehmen, glauben sie, aber nach und nach entwickelt sich aus ihrer Zusammenarbeit Respekt, Zuneigung und schließlich Liebe. Klassengrenzen fallen, wenn die Sonne untergeht und romantische Musik anschwillt.“
Halliwell‘s Film bezeichnete „Oklahoma Crude“ als ein „verdrießliches, pessimistisches Melodram mit beschränkter Handlung und vielen schlimmen Worten“, das in „seinen lichten Momenten ziemlich unterhaltsam aber doch merkwürdig“ sei, während der Movie & Video Guide den Film eine „altmodische, Nicht-Nachdenken-Unterhaltung“ nannte und darüber hinaus die Leistung des Hauptdarstellers hervorhob: „Scott gibt eine brillante komische Performance in einem leidlich amüsanten Film“.
Das Lexikon des Internationalen Films konstatierte: „Bravourös inszeniert, hervorragende Darsteller.“